# Земс, Виталий Андреевич
Виталий Андреевич Земс (род. 29 марта 1996) — казахстанский легкоатлет, специалист по спринту и барьерному бегу. Выступает за сборную Казахстана по лёгкой атлетике с 2012 года, многократный победитель и призёр первенств национального значения, действующий рекордсмен Азии в эстафете 4 × 200 метров в помещении. Представляет Караганду. Мастер спорта Республики Казахстан.

## Биография
Виталий Земс родился 29 марта 1996 года. Занимался лёгкой атлетикой в Караганде вместе с младшим братом Вячеславом, проходил подготовку под руководством тренера Александра Викторовича Дениско.
Дебютировал на международном уровне в сезоне 2012 года, когда вошёл в состав казахстанской сборной и выступил в беге на 110 метров с барьерами на юниорском азиатском первенстве в Коломбо.
В 2013 году бежал 110 метров с барьерами на юношеском мировом первенстве в Донецке.
В 2014 году в той же дисциплине занял шестое место на юниорском азиатском первенстве в Тайбэе.
В 2015 году впервые стал чемпионом Казахстана в беге на 100 метров, выиграв соревнования в Алма-Ате.
В 2016 году в беге на 60 метров дошёл до полуфинала на чемпионате Азии в помещении в Дохе, защитил звание национального чемпиона в 100-метровой дисциплине.
В январе 2018 года на зимнем чемпионате Казахстана в Усть-Каменогорске вместе с партнёрами по карагандинской команде Давидом Ефремовым, Владиславом Григорьевым и братом Вячеславом одержал победу в зачёте эстафеты 4 × 200 метров и установил ныне действующий рекорд Азии в данной дисциплине — 1:26.70. Помимо этого, бежал 60 метров на чемпионате Азии в помещении в Тегеране, 100 метров и эстафету 4 × 100 метров на Азиатских играх в Джакарте.
В 2019 году помимо прочего выступил в эстафете 4 × 100 метров на чемпионате Азии в Дохе. Будучи студентом, представлял страну на Всемирной Универсиаде в Неаполе — в беге на 100 метров не смог преодолеть предварительный квалификационный этап, тогда как в программе эстафеты 4 × 100 метров вместе с соотечественниками занял в финале пятое место.
На чемпионате Казахстана 2022 года в Алма-Ате был лучшим на дистанциях 100 и 200 метров.
В 2023 году выиграл зимний чемпионат Казахстана в Астане в дисциплинах 60 и 200 метров, отметился выступлением на домашнем чемпионате Азии в помещении в Астане.